# Câu lạc bộ bóng đá Kon Tum
Câu lạc bộ bóng đá Kon Tum là một câu lạc bộ bóng đá Việt Nam có trụ sở tại thành phố Kon Tum, tỉnh Kon Tum. Hiện tại, câu lạc bộ đang thi đấu tại giải hạng Nhì.

## Lịch sử

### Câu lạc bộ bóng đá Kon Tum (1992–2015)
Từ khi được thành lập vào năm 1992 đến năm 1999, Kon Tum thi đấu tại giải bóng đá A2 toàn quốc. Năm 2000, khi hệ thống giải đấu bóng đá ở Việt Nam được tổ chức lại, Kon Tum có mặt tại giải hạng Nhì Quốc gia cho đến năm 2004, thời điểm đội bóng phải xuống thi đấu tại giải hạng Ba.
Trong mùa giải hạng Ba đầu tiên của đội vào năm 2005, Kon Tum nằm ở bảng B cùng các đội bóng Thành Nghĩa Dung Quất Quảng Ngãi, Phú Yên, Hải Phòng B và Gia Lai B. Chung cuộc, đội xếp thứ nhì với 9 điểm nhưng không được thăng hạng.
Suốt thời gian dài sau đó, Kon Tum vẫn miệt mài thi đấu tại giải hạng Ba Quốc gia nhằm nỗ lực tìm kiếm một suất trở lại giải hạng Nhì. Bước ngoặt đã đến ở mùa giải 2013, khi Kon Tum toàn thắng trước các đối thủ để đứng nhất bảng A, đồng thời giành được một vé thăng hạng lên giải hạng Nhì Quốc gia mùa bóng 2014.
Mùa giải đầu tiên trở lại hạng Nhì, Kon Tum tiếp tục thi đấu ấn tượng ấn tượng và đứng thứ nhì bảng B gồm các đối thủ Phú Yên, Bình Thuận và Lâm Đồng. Tuy nhiên, bước vào vòng play-off thăng hạng, đội đã để thua Bình Phước với tỷ số 0–4 và bỏ lỡ suất thi đấu tại giải hạng Nhất Quốc gia. Ngay trong mùa giải sang năm (2015), đội bóng thi đấu không tốt và phải chấp nhận xuống hạng với vị trí cuối bảng.
Ngày 25 tháng 12 năm 2015, Hội nghị Ban chấp hành Liên đoàn bóng đá Việt Nam khóa VII đã tuyên bố chấm dứt tư cách thành viên của câu lạc bộ Kon Tum do không có sự tồn tại của Liên đoàn bóng đá Kon Tum (đội bóng lúc này do Trung tâm thể dục thể thao tỉnh Kon Tum quản lý).

### Trở lại (2016–2022)
Năm 2016, câu lạc bộ Kon Tum quay trở lại và thi đấu tại giải bóng đá hạng Ba Quốc gia. Đội xếp vị trí thứ 2 trong tổng số bốn đội tham dự và cùng với câu lạc bộ Phù Đổng giành quyền thi đấu tại giải hạng Nhì Quốc gia 2017.
Từ năm 2017 đến 2022, Kon Tum vẫn tiếp tục thi đấu tại giải hạng Nhì Quốc gia. Đến năm 2022, Kon Tum đứng cuối bảng và xuống hạng Ba Quốc gia năm 2023 do kém 6 điểm trước câu lạc bộ Trẻ Thành phố Hồ Chí Minh.

### Câu lạc bộ Vị Trí Vàng Kon Tum và trở lại tên gọi Kon Tum (2022–nay)
Với việc thi đấu không thành công tại mùa giải 2022 và phải xuống chơi tại giải hạng Ba, câu lạc bộ Kon Tum đã giải thể để nhường chỗ cho một đội bóng mới có tên là Vị Trí Vàng Kon Tum. Đội bóng được thành lập vào tháng 8 năm 2022 bởi Công ty cổ phần Tập đoàn Vị Trí Vàng, với lực lượng nòng cốt là các cầu thủ thuộc lứa học viên năng khiếu khoá 3 và 4 của Học viện bóng đá Hoàng Anh Gia Lai. Ngay sau lễ xuất quân vào ngày 6 tháng 10, Vị Trí Vàng Kon Tum bước vào mùa giải hạng Ba Quốc gia 2022 với mục tiêu lên hạng ngay trong lần đầu tham dự. Họ đã ở rất gần với mục tiêu đó khi lọt vào đến vòng chung kết tranh hạng, nhưng lại không thể vượt qua Dugong Kiên Giang và lỡ cơ hội thăng hạng.
Sang mùa giải 2023, câu lạc bộ Vị Trí Vàng Kon Tum lấy lại tên cũ là Kon Tum, nhưng vẫn được đặt dưới sự quản lý của Tập đoàn Vị Trí Vàng. Họ kết thúc mùa giải ở vị trí đồng hạng nhất cùng đội bóng Định Hướng Phú Nhuận, cùng với một suất lên hạng Nhì Quốc gia 2024. Trong lần trở lại hạng Nhì này, đội bóng Kon Tum thi đấu khá ấn tượng với vị trí nhì bảng A sau Bắc Ninh, tuy nhiên họ đã không thắng được Định Hướng Phú Nhuận trong trận đấu tranh suất thăng hạng giải hạng Nhất Quốc gia.

## Màu sắc và huy hiệu
Màu áo sân nhà của câu lạc bộ là Đỏ và Trắng. Biểu trưng câu lạc bộ là các hình ảnh biểu tượng tỉnh Kon Tum như trống đồng, nhà sàn, các ngọn núi và dòng sông.

## Sân vận động
Câu lạc bộ Kon Tum chọn sân vận động Kon Tum làm sân nhà cho các trận đấu của mình. Sân bóng có sức chứa khoảng 11.000 khán giả đã từng là sân vận động lớn nhất của khu vực Tây Nguyên, trước khi có sự xuất hiện của sân vận động Đà Lạt vào năm 2023.

## Thành tích
Giải hạng Nhì Quốc gia
- Á quân: 2014 (không được thăng hạng)

Giải hạng Ba Quốc gia
- Vô địch: 2013
- Á quân: 2016